# Dulce María Loynaz
Dulce María Loynaz   (l'Havana, 10 de desembre de 1902 - l'Havana, 27 d'abril de 1997) va ser una escriptora i poetessa cubana, una de les figures més importants de la lírica d'aquest país.

## Biografia
Va ser filla del general Enrique Loynaz del Castillo, combatent en la guerra d'Independència de Cuba i autor de l'"El Himno Invasor". Va créixer en una família de literats amb gran sensibilitat artística, on molts dels seus familiars van dedicar-se a la poesia. El 1927 va doctorar-se en dret civil, i va practicar l'advocacia fins al 1961. Degut a la seva posició acomodada va poder viatjar abastament per Amèrica, Europa i el Pròxim Orient i va conèixer algunes de les figures més importants de les lletres hispàniques del seu temps, com Federico García Lorca, Gabriela Mistral, Alejo Carpentier o Juan Ramón Jiménez.
Durant els anys 50 va publicar cròniques setmanals en diaris com El País, Excélsior, Social, Grafos, Diario de la Marina, El Mundo, Revista Cubana, Revista Bimestre Cubana o Orígenes. Va ser elegida membre de l'Acadèmia Nacional d'Arts i Literatura el 1951, de l'Acadèmia Cubana de Llengua el 1959 i de la Reial Acadèmia Espanyola de la Llengua el 1968.
Va escriure entre d'altres Versos 1920-1938 (1938), Juegos de agua (1947), Jardín, Bestiarium i La novia de Lázaro (1991). La seva obra s'emmarca generalment en el postmodernisme.
Entre els seus premis destaquen l'Orde Civil d'Alfons X el Savi (1947), l'Orde d'Isabel la Catòlica o el Premi Cervantes (1992).